# Berwind Corporation
Die Berwind Corporation ist ein amerikanisches Familienunternehmen, das Ende des 19. Jahrhunderts als Berwind-White Coal Mining Company einer der größten Kohleproduzenten der USA war und heute in der fünften Generation hauptsächlich als Kapitalbeteiligungsgesellschaft (Private Equity) tätig ist. 2007 hatte das in Philadelphia ansässige Unternehmen mehr als 3.500 Angestellte und einen geschätzten Jahresumsatz von 1,5 Milliarden US-Dollar.

## Geschichte

### Minengesellschaft 1874–1962

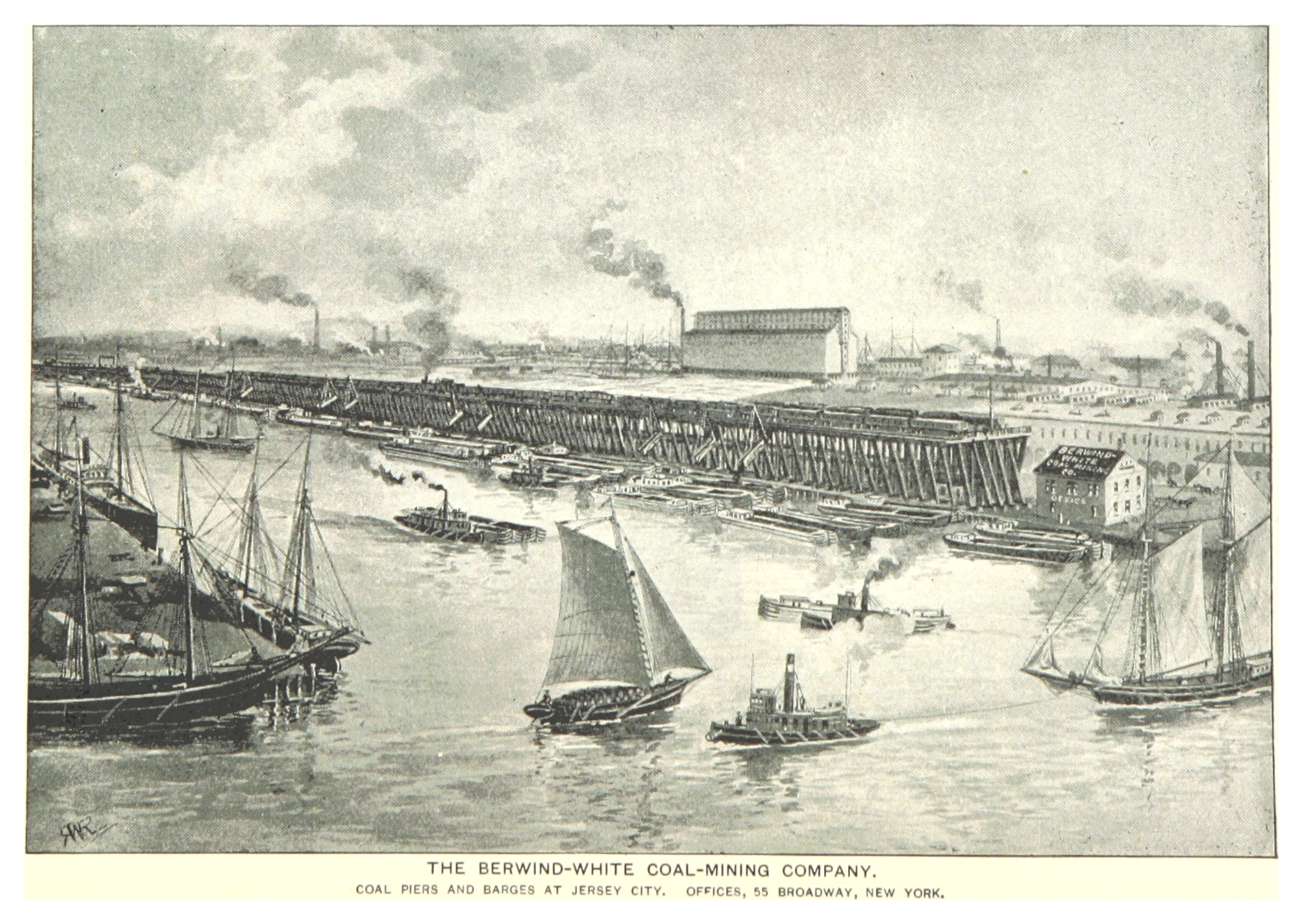
Piers der Berwind-White Coal Mining Company in Jersey City Ende des 19. Jahrhunderts.

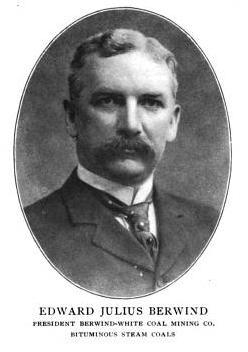
Edward Julius Berwind (1848–1936).

1874 gründeten die Brüder Charles F. und Edward J. Berwind, deren Eltern in den 1840er-Jahren aus Bayern und Preußen in die USA immigriert waren, zusammen mit dem ehemaligen Politiker Allison White die Minengesellschaft Berwind, White and Company, die Steinkohleminen in Pennsylvania, West Virginia und Kentucky erwarb. 1886 wurde die Firma in Berwind-White Coal Mining Company umbenannt und entwickelte sich um die Jahrhundertwende zu einem der größten Steinkohleförderer, -verarbeiter und -lieferanten in den Vereinigten Staaten.
Charles F. Berwind (1846–1890) sammelte schon früh Erfahrungen im Steinkohlegeschäft bei der Powelton Coal and Iron Company, wo er mit 21 Jahren vom Laufburschen zum Vizepräsidenten aufstieg und später Partner der Kohlefirma Berwind & Bradley and White & Lingle wurde. Sein Bruder Edward J. Berwind (1848–1936) studierte an der United States Naval Academy und diente ab 1869 als Marineberater in Washington, D.C. unter Ulysses S. Grant. Nach seinem Ausscheiden aus der Marine 1872 arbeitete er bis 1880 für die Pennsylvania Railroad und stieg dann bei seinem Bruder ins Steinkohlegeschäft ein. Edward J. Berwind war bis 1930 Präsident der Berwind-White Coal Mining Company und wurde dann Chairman of the Board. Unter anderem seine guten Kontakte aus der Marinezeit ermöglichten es ihm, lukrative Lieferverträge mit Eisenbahn- und Dampfschifflinien sowie mit der United States Navy abzuschließen. Zudem stieg er ins Transportgeschäft ein und arbeitete unter anderem mit Thomas Fortune Ryan und Peter Widener zusammen. Weiterhin war er ein langjähriger Freund von J. P. Morgan und arbeitete eng mit der J. P. Morgan & Company zusammen.
Die Berwind-White Coal Mining Company gründete Ende des 19. Jahrhunderts zahlreiche Siedlungen und Städte in den Steinkohlefördergebieten der Allegheny Mountains in Pennsylvania und West Virginia, von denen Berwind und Windber (Adaptierung von ber-Wind) nach der Familie benannt sind.

### Wandel zur Kapitalbeteiligungsgesellschaft
Anfang des 20. Jahrhunderts arbeiteten weitere Brüder von Edward J. Berwind für die Firma sowie deren Nachfahren; Edward J. hatte keine Kinder. Anfang der 1960er-Jahre kam es unter maßgeblicher Führung von Charles G. Berwind, Jr. (1928–2010) zu einer Neuausrichtung des Familienunternehmens. Die Steinkohleförderung wurde aufgegeben und die Minen nur noch verpachtet sowie Förderlizenzen für die firmeneigenen Lagerstätten vergeben, die heute in der Berwind Natural Resources Corporation gebündelt sind. Die Lagerstätten umfassen circa 400 Millionen Tonnen Steinkohle in den Appalachen, 150 Millionen Board Feet Rohholz und 700 Millionen Kubikmeter Erdgas. Zusätzlich diversifizierte sich das Unternehmen durch Investments in moderne Industriebetriebe, die Immobilienwirtschaft, die Chemie- und Pharmaindustrie sowie die Gesundheits- und Krankenpflege. 1990 erweiterte die entstandene Berwind Group ihr Tätigkeitsfeld um die Vermögensverwaltung durch die Gründung der Berwind Financial Group, die aber 2001 wieder veräußert wurde. Die Berwind Corporation ist bei allen akquirierten Firmen 100-prozentiger Teilhaber, gibt ihnen aber große unternehmerische Autonomie und sorgt für das nötige finanzielle Fundament zur Entwicklung der langfristig angelegten Investments.

## Beteiligungen
| Unternehmen                                  | Tätigkeit                                                                                 | Kaufjahr |
| -------------------------------------------- | ----------------------------------------------------------------------------------------- | -------- |
| BWA Water Additives                          | Wasserchemikalien                                                                         | 2011     |
| Caplugs                                      | Kunststoffprodukte                                                                        | 2015     |
| Colorcon                                     | Pharmazeutische Hilfsstoffe                                                               | 1978     |
| CRC Industries, Inc.                         | Chemikalien (z. B. Diesel-Additive)                                                       | 1981     |
| ECCO Safety Group                            | Warnlichter                                                                               | 2007     |
| Oliver-Tolas                                 | Pharmaverpackungen                                                                        | 2012     |
| TASI Group                                   | Messgeräte                                                                                | 2014     |
| WELLpet                                      | Tierfutter                                                                                | 2007/08  |
| Berwind Natural Resources Corporation (BNRC) | Kohle- und Erdgasreserven, Waldbesitz                                                     |          |
| Maxcess                                      | Produkte und Dienstleistungen für Anwendungen im Bereich Web-Handling, Rotationswerkzeuge | 2018     |